# Rubén Paz
Rúben Walter Paz Márquez (Artigas, 8 de agosto de 1959) es un exfutbolista y entrenador uruguayo. Desde agosto de 2023 es ayudante de campo de Mario Saralegui en Danubio Fútbol Club de la Primera División de Uruguay.
Durante su carrera como futbolista se desempeñó mayormente como centrocampista en el puesto de mediapunta y es habitualmente reconocido como uno de los mejores futbolistas uruguayos surgidos en los últimos 50 años. inició en 1975 en Peñarol, dónde también hizo las categorías formativas, de la liga departamental de Artigas. Para inicios de 1977 fue transferido a su homónimo de Montevideo. En Peñarol se convirtió en ídolo y figura, además de un jugador histórico de ése periodo. Con el cuadro carbonero fue campeón, entre otros títulos, de tres Campeonatos Uruguayos (1978, 1979 y 1981) y de tres Liguilla Pre-Libertadores de América (1977, 1978 y 1980), además fue máximo goleador del torneo liguero de 1981 y de la Liguilla en 1980. Permanece en el fútbol uruguayo hasta febrero de 1982, cuando fue transferido al Internacional de Brasil. En el Inter es considerado un ídolo la afición colorada y uno de los uruguayos más destacados en la historia del fútbol brasileño, consiguiendo tres Campeonato Gaúcho consecutivos (1982, 1983 y 1984) y el Torneio Heleno Nunes de 1984. Jugó en el Orgulho do Brasil hasta julio de 1986, cuando es traspasado al Racing de París. En septiembre de 1987, después de un año en el fútbol francés, es vendido a Racing Club de Argentina. Allí se convierte en uno de los futbolistas más queridos por la afición del cuadro de Avellaneda y es reconocido como uno de los más destacados futbolistas en la historia del equipo, así como también uno de los mejores extranjeros. En dos temporadas en la academia es campeón de la Supercopa Sudamericana 1988 y de la no oficial Supercopa Interamericana y alcanza un tercer puesto en la liga de 1987-88. En junio de 1989 Paz se marcha al fútbol italiano a jugar en el Genoa. En octubre de 1990 regresa a Racing, donde se desempeña hasta febrero de 1993, y consigue un subcampeonato en la Supercopa Sudamericana 1992. En 1994 Paz vuelve al fútbol uruguayo para jugar en Rampla Juniors. En 1995 firma con Frontera Rivera del torneo regional de Rivera y consigue una clasificación a la Liguilla Pre-Libertadores de América. En enero de 1996 regresa al fútbol argentino para jugar en Godoy Cruz de segunda división, y posteriormente retorna a su natal Artigas para jugar en el equipo regional Wanderers. En 1997 vuelve a Frontera Rivera para jugar en la segunda división y consigue el ascenso a primera en 1998. Permanece en El Rojo de la Cuaró hasta el 2000 (año en el que Paz cumplió 41), siendo este su último equipo profesional. Posteriormente se desempeña en Nacional y Tito Borjas de la liga regional de San José. En el año 2006 Rubén Paz se retira del fútbol en Piratas Juniors de la Liga de Artigas a la edad de 47 años.
Con la Selección de Uruguay Rubén Paz fue campeón en 1981 de la no oficial Copa de Oro de Campeones Mundiales,  subcampeón de la Copa América 1989 y jugó en dos ediciones de la Copa Mundial (1986 y 1990). A nivel juvenil fue campeón de dos ediciones del Sudamericano Sub-20 (1977 y 1979), y obtuvo un tercer puesto en Copa Mundial Sub-20 de 1979.
A nivel individual, Paz recibió sus más importantes reconocimientos en Racing Club, dónde fue distinguido con el Premio Rey de América al Futbolista Sudamericano del Año de 1988 (siendo hasta la fecha el único jugador de Racing Club en conseguir dicho galardón), año en el también fue ganó el Premio Olimpia de Plata al Futbolista del año en Argentina. Además fue elegido integrante del equipo ideal de América en 1987 y 1988. Con Inter de Porto Alegre fue premiado en 1985 con la Bola de Prata al mejor mediocampista ofensivo del Campeonato Brasileño. Con el seleccionado de Uruguay fue premiado en 1981 como mejor futbolista y parte del once ideal de la Copa de Oro de Campeones Mundiales.

## Trayectoria
Rúben Paz nació futbolísticamente en el Club Atlético Peñarol de Artigas, Uruguay (su ciudad de nacimiento). Fue descubierto desde niño por el popular "Godoña", un cazatalentos local.
Su destaque en campeonatos inter-departamentales del fútbol del interior del Uruguay durante 1976, motiva su llamado a la selección uruguaya sub-20 para el sudamericano de la categoría del año 1977(campeonato conquistado por Uruguay), para inmediatamente ser fichado por el Club Atlético Peñarol de Montevideo donde comenzó su carrera profesional a los 17 años de edad. 
Jugó en Peñarol hasta 1981, donde obtuvo importantes logros, ganando entre otros torneos 3 Campeonatos Uruguayos (1978-79-81) y consagrándose goleador en una ocasión (1981).
Su talento y calidad, demostrados internacionalmente con Peñarol y la selección uruguaya durante los primeros años de su trayectoria profesional, cualidades que conllevaron al mote del "Maradona uruguayo" (tal cual lo nombró el entrenador argentino, César Luis Menotti), motiva el traspaso con Peñarol y la Selección uruguaya durante los primeros años de su trayectoria profesional, motiva el traspaso más caro hasta aquel momento de un jugador uruguayo  en 1982, cuando emigra a la Liga brasilera, concretamente al equipo gaúcho de Internacional de Porto Alegre donde gana tres Campeonatos Gaúchos consecutivos (1982-83-84) y es destacado por la prensa brasileña como mejor futbolista de la temporada 1985. 
Su club incluso amenaza con una demanda a su tradicional adversario, el Grêmio, por una supuesta confabulación para fracturarlo, a fines de 1985.
En 1986 da el salto a Europa, concretamente al Racing Matra de París (hoy Racing Club de Francia) de la Ligue 1 de la Liga francesa de fútbol, donde se destaca junto a su compatriota Enzo Francescoli, ambos representados por su amigo el empresario Francisco “Paco” Casal.
Al año siguiente es transferido al Racing Club de Avellaneda de la liga argentina, donde se transforma en el líder del equipo, y en un ídolo para la afición académica, con quien conquista la Supercopa Sudamericana y la Supercopa Interamericana en 1988. El "U-ru-guayo/ U-ru-guayo" de las tribunas sonaba en cada partido donde él jugaba. Fue uno de los pocos jugadores que en el fútbol argentino fue respetado por todas las hinchadas. Ese mismo año fue premiado por el periodismo continental como el Mejor Jugador de América.
Durante la temporada 1989-90 jugaría en la Serie A de la Liga Italiana de Fútbol contratado por el Genoa, donde coincide con otros dos compatriotas suyos, José Perdomo y Carlos Alberto Aguilera.
Al año siguiente retornaría al Racing Club donde jugaría hasta el año 1993, jugando en el total de sus dos etapas en el club, 131 partidos y marcado 30 goles por la liga doméstica, mientras que el total de sus actuaciones contando partidos internacionales es de 152 partidos y 33 goles con la camiseta de Racing. 
En 1994 regresa a Uruguay para jugar en Rampla Júniors, para luego fichar por el Frontera Rivera.
En 1995 jugó para el Godoy Cruz de Mendoza en la segunda división Argentina, más conocida como el Nacional B, donde sólo jugó 7 partidos. 
Posteriormente continuó desempeñándose en clubes menores hasta abandonar el fútbol en el 2006.

### Retirada deportiva y años posteriores
Rubén Paz se retiró profesionalmente del fútbol jugando para el Club Social y Deportivo Frontera Rivera Chico, popularmente conocido como “Frontera de Rivera”, en el año 2001, aunque luego tuvo breves pasajes por algunos equipos, como el Tito Borjas y el Pirata Juniors, un club de su departamento de Artigas natal en el que finalmente jugó por última vez definitiva, colgando los botines en el año 2006.
Más adelante se desempeñaría como ayudante técnico, especialmente en el Club Atlético Peñarol junto a Mario Saralegui en 2021, y luego junto a Mauricio Larriera en 2022.

## Selección nacional

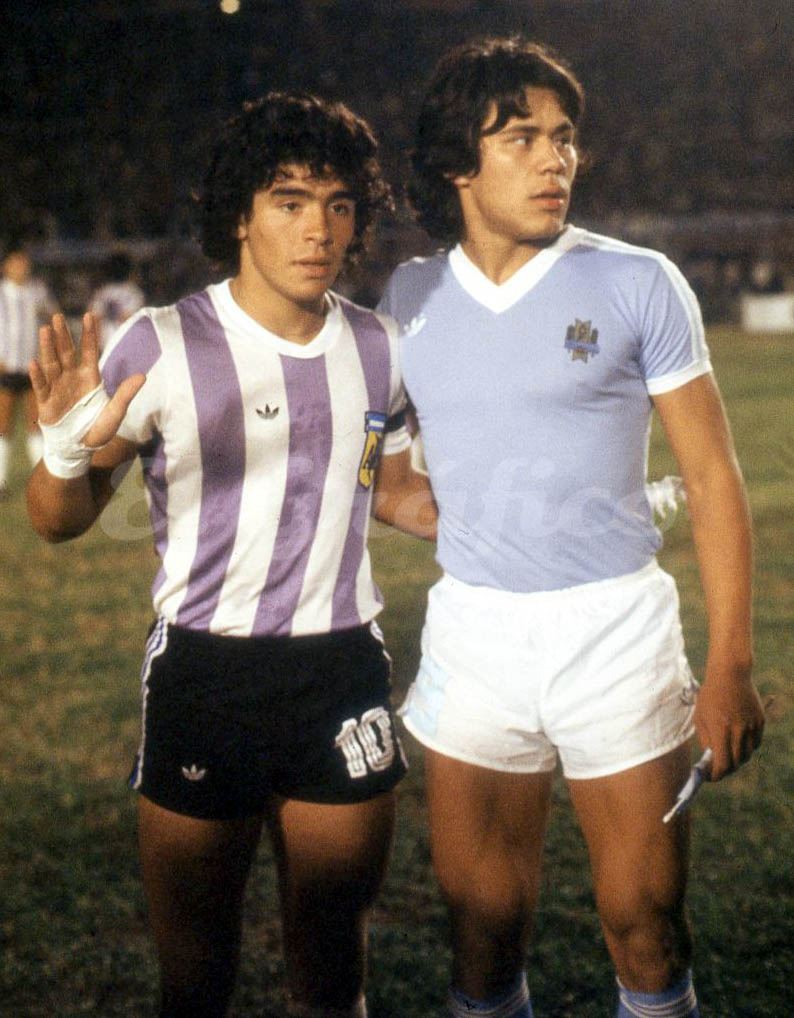
Rubén Paz junto a Diego Maradona durante el Sudamericano ante Argentina en 1979.

Participó en la Selección Uruguaya que conquistó el Mundial de Mundiales en 1980. 
Posteriormente jugó dos ediciones de la Copa del Mundo, las disputadas en México en 1986 e Italia en 1990, en las cuales su combinado quedó eliminado en octavos de final.

### Participaciones en Torneos internacionales
| Torneo                      | Sede            | Resultado        | Partidos | Goles |
| --------------------------- | --------------- | ---------------- | -------- | ----- |
| Sudamericano Sub-20 de 1977 | Venezuela       | Campeón          | 5        | 0     |
| Copa Mundial Sub-20 de 1977 | Túnez           | Cuarto puesto    | 1        | 0     |
| Sudamericano Sub-20 de 1979 | Uruguay         | Campeón          | 6        | 2     |
| Copa Mundial Sub-20 de 1979 | Japón           | Tercer Puesto    | 6        | 4     |
| Copa América 1979           | América del Sur | Fase de grupos   | 3        | 1     |
| Copa Mundial de 1986        | México          | Octavos de final | 1        | 0     |
| Copa América 1989           | Brasil          | Subcampeón       | 7        | 1     |
| Copa Mundial de 1990        | Italia          | Octavos de final | 3        | 0     |

### Participaciones en Eliminatorias del Mundial
| Mundial                      | Resultado      | Posición      | Partidos | Goles |
| ---------------------------- | -------------- | ------------- | -------- | ----- |
| Eliminatoria Mundial de 1982 | No Clasificado | 2.º (grupo 2) | 4        | 1     |
| Eliminatoria Mundial de 1990 | Clasificado    | 1.º (grupo 1) | 4        | 0     |

### Goles
| 1. | 26 de septiembre de 1979 | Estadio Centenario, Montevideo, Uruguay             | Paraguay | 2–1 | 2–2 | Copa América 1979               |
| 2. | 11 de diciembre de 1980  | Estadio Domingo Burgueño Miguel, Maldonado, Uruguay | Bolivia  | 4–0 | 5–0 | Amistosos                       |
| 3. | 18 de diciembre de 1980  | Estadio Luis Tróccoli, Montevideo, Uruguay          | Suiza    | 2–0 | 4–0 | Amistosos                       |
| 4. | 18 de diciembre de 1980  | Estadio Luis Tróccoli, Montevideo, Uruguay          | Suiza    | 3–0 | 4–0 | Amistosos                       |
| 5. | 18 de diciembre de 1980  | Estadio Luis Tróccoli, Montevideo, Uruguay          | Suiza    | 4–0 | 4–0 | Amistosos                       |
| 6. | 9 de agosto de 1981      | Estadio Centenario, Montevideo, Uruguay             | Colombia | 1–0 | 3–2 | Clasificación Copa Mundial 1982 |
| 7. | 23 de abril de 1986      | Lansdowne Road, Dublín, Irlanda                     | Irlanda  | 1–0 | 1–1 | Amistoso                        |
| 8. | 10 de julio de 1989      | Estadio de Maracaná, Río de Janeiro, Brasil         | Paraguay | 3–0 | 3–0 | Copa América 1989               |

## Clubes
| Club                         | País      | Año       | Partidos | Goles |
| ---------------------------- | --------- | --------- | -------- | ----- |
| Peñarol de Artigas           | Uruguay   | 1975-1976 | ?        | ?     |
| CA Peñarol                   | Uruguay   | 1977-1982 | 182      | 60    |
| SC Internacional             | Brasil    | 1982-1986 | 165      | 42    |
| Racing CFP                   | Francia   | 1986-1987 | 6        | 0     |
| Racing Club                  | Argentina | 1987-1989 | 62       | 19    |
| Genoa CFC                    | Italia    | 1989-1990 | 25       | 1     |
| Racing Club                  | Argentina | 1990-1993 | 89       | 13    |
| Rampla Juniors               | Uruguay   | 1994      | 10       | 2     |
| Frontera Rivera              | Uruguay   | 1995      | 6        | 1     |
| Godoy Cruz                   | Argentina | 1996      | 7        | 0     |
| Wanderers de Artigas         | Uruguay   | 1996      | ?        | ?     |
| Frontera Rivera              | Uruguay   | 1997-2000 | 29       | 3     |
| Nacional de San José de Mayo | Uruguay   | 2002      | ?        | ?     |
| Tito Borjas                  | Uruguay   | 2003-2005 | ?        | ?     |
| Piratas Juniors              | Uruguay   | 2006      | ?        | ?     |

## Estadísticas

### En clubes
Actualizado de acuerdo al último partido jugado el 13 de diciembre de 2000.
| Club | Div                 | Temporada           | Liga  | Liga  | Campeonatos regionales(1) | Campeonatos regionales(1) | Copas nacionales(2) | Copas nacionales(2) | Torneos internacionales(3) | Torneos internacionales(3) | Otras competiciones(4) | Otras competiciones(4) | Total | Total | Media goleadora(5) |
| Club | Div                 | Temporada           | Part. | Goles | Part.                     | Goles                     | Part.               | Goles               | Part.                      | Goles                      | Part.                  | Goles                  | Part. | Goles | Media goleadora(5) |
| --- | ------------------- | ------------------- | ----- | ----- | ------------------------- | ------------------------- | ------------------- | ------------------- | -------------------------- | -------------------------- | ---------------------- | ---------------------- | ----- | ----- | ------------------ |
| CA Peñarol · Uruguay |                     |                     |       |       |                           |                           |                     |                     |                            |                            |                        |                        |       |       |                    |
| 1.ª |                     |                     |       |       |                           |                           |                     |                     |                            |                            |                        |                        |       |       |                    |
| 1977 | +2                  | 1                   | —     | —     | —                         | —                         | —                   | —                   | +3                         | 3                          | +5                     | 4                      |       |       |                    |
| 1978 | 22                  | 11                  | —     | —     | —                         | —                         | 5                   | 1                   | +2                         | 2                          | +29                    | 14                     |       |       |                    |
| 1979 | 15                  | 12                  | —     | —     | —                         | —                         | 10                  | 2                   | +5                         | 4                          | +30                    | 18                     |       |       |                    |
| 1980 | +3                  | 3                   | —     | —     | —                         | —                         | —                   | —                   | +2                         | 3                          | +5                     | 6                      |       |       |                    |
| 1981 | +13                 | 17                  | —     | —     | —                         | —                         | 10                  | 4                   | +2                         | 1                          | +25                    | 22                     |       |       |                    |
| Total club | Total club          | +55                 | 44    | 0     | 0                         | 0                         | 0                   | 25                  | 7                          | +14                        | 13                     | 182                    | 64    | 0.35  |                    |
| SC Internacional · Brasil |                     |                     |       |       |                           |                           |                     |                     |                            |                            |                        |                        |       |       |                    |
| 1.ª |                     |                     |       |       |                           |                           |                     |                     |                            |                            |                        |                        |       |       |                    |
| 1982 | 8                   | 0                   | 31    | 4     | 6                         | 2                         | —                   | —                   | —                          | —                          | 45                     | 6                      | 0,13  |       |                    |
| 1983 | 13                  | 5                   | 24    | 6     | —                         | —                         | —                   | —                   | —                          | —                          | 37                     | 11                     | 0,30  |       |                    |
| 1984 | 7                   | 1                   | 23    | 12    | —                         | —                         | —                   | —                   | 2                          | 1                          | 32                     | 14                     | 0,44  |       |                    |
| 1985 | 16                  | 4                   | 24    | 7     | —                         | —                         | —                   | —                   | —                          | —                          | 40                     | 11                     | 0,28  |       |                    |
| 1986 | —                   | —                   | 11    | 0     | —                         | —                         | —                   | —                   | —                          | —                          | 11                     | 0                      | 0,00  |       |                    |
| Total club | Total club          | 44                  | 10    | 113   | 29                        | 6                         | 2                   | 0                   | 0                          | 2                          | 1                      | 165                    | 42    | 0,25  |                    |
| Racing CFP Francia | 1.ª                 | 1986-87             | 6     | 0     | —                         | —                         | —                   | —                   | —                          | —                          | —                      | —                      | 6     | 0     | 0,00               |
| Racing Club Argentina | 1.ª                 | 1987-88             | 22    | 9     | —                         | —                         | —                   | —                   | 3                          | 0                          | 4                      | 1                      | 29    | 10    | 0,34               |
| Racing Club Argentina | 1.ª                 | 1988-89             | 27    | 7     | —                         | —                         | —                   | —                   | 6                          | 2                          | —                      | —                      | 33    | 9     | 0,27               |
| Racing Club Argentina | Total 1.ª etapa     | Total 1.ª etapa     | 49    | 16    | 0                         | 0                         | 0                   | 0                   | 9                          | 2                          | 4                      | 1                      | 62    | 19    | 0,31               |
| Genoa CFC · Italia | 1.ª                 | 1989-90             | 25    | 1     | —                         | —                         | —                   | —                   | —                          | —                          | —                      | —                      | 25    | 1     | 0,04               |
| Racing Club Argentina | 1.ª                 | 1990-91             | 27    | 6     | —                         | —                         | —                   | —                   | 2                          | 0                          | 4                      | 1                      | 33    | 7     | 0,21               |
| Racing Club Argentina | 1.ª                 | 1991-92             | 33    | 5     | —                         | —                         | —                   | —                   | 3                          | 1                          | —                      | —                      | 36    | 6     | 0,17               |
| Racing Club Argentina | 1.ª                 | 1992-93             | 15    | 1     | —                         | —                         | —                   | —                   | 6                          | 0                          | —                      | —                      | 21    | 1     | 0,05               |
| Racing Club Argentina | Total 2.ª etapa     | Total 2.ª etapa     | 75    | 12    | 0                         | 0                         | 0                   | 0                   | 11                         | 1                          | 4                      | 1                      | 90    | 14    | 0,16               |
| Racing Club Argentina | Total club          | Total club          | 124   | 28    | 0                         | 0                         | 0                   | 0                   | 20                         | 3                          | 8                      | 2                      | 152   | 33    | 0,22               |
| Rampla Juniors · Uruguay | 1.ª                 | 1994                | 10    | 2     | —                         | —                         | —                   | —                   | —                          | —                          | 2                      | 0                      | 12    | 2     | 0,20               |
| Frontera Rivera · Uruguay | 1.ª                 | 1995                | —     | —     | —                         | —                         | —                   | —                   | —                          | —                          | 6                      | 1                      | 6     | 1     | 0,17               |
| Godoy Cruz Argentina | 2.ª                 | 1996                | 7     | 0     | —                         | —                         | —                   | —                   | —                          | —                          | —                      | —                      | 7     | 0     | 0,00               |
| Frontera Rivera · Uruguay |                     |                     |       |       |                           |                           |                     |                     |                            |                            |                        |                        |       |       |                    |
| 2.ª | 1997                | +2                  | +3    | —     | —                         | —                         | —                   | —                   | —                          | —                          | —                      | +2                     | +3    |       |                    |
| 2.ª | 1998                | ?                   | 0     | —     | —                         | —                         | —                   | —                   | —                          | ?                          | 0                      | ?                      | 0     |       |                    |
| 1.ª | 1999                | +3                  | 2     | —     | —                         | —                         | —                   | —                   | —                          | —                          | —                      | +3                     | 2     |       |                    |
| 1.ª | 2000                | +3                  | 1     | —     | —                         | —                         | —                   | —                   | —                          | 2                          | 0                      | +5                     | 1     |       |                    |
| Total 2.ª etapa | Total 2.ª etapa     | +29                 | +6    | 0     | 0                         | 0                         | 0                   | 0                   | 0                          | +2                         | +0                     | +31                    | +6    |       |                    |
| Total club | Total club          | +29                 | +6    | 0     | 0                         | 0                         | 0                   | 0                   | 0                          | 8                          | 1                      | +37                    | +7    |       |                    |
| Total en su carrera | Total en su carrera | Total en su carrera | +300  | +91   | 113                       | 29                        | 6                   | 2                   | 45                         | 10                         | +36                    | +17                    | +586  | +149  |                    |
| (1) Incluye datos de Campeonato Gaúcho (1982-86). (2) Incluye datos de Torneo de Campeones de la CBF (1982). (3) Incluye datos de Copa Libertadores de América (1978-89); Supercopa Sudamericana (1987-93) y Copa Máster de Supercopa (1992). (4) Incluye datos de Liguilla Pre-Libertadores de Uruguay (1977-95); Torneo Heleno Nunes (1984); Liguilla Pre-Libertadores de Argentina (1987-91); Liguilla de ascenso (1998) y Promoción por el descenso (2000). (5) Media de goles por encuentro. No se incluyen estadísticas de encuentros amistosos o de torneos regionales de Uruguay de equipos no afiliados al ente oficial. |                     |                     |       |       |                           |                           |                     |                     |                            |                            |                        |                        |       |       |                    |

### Selecciones
| Sub-20 · Uruguay | 1977          | —  | — | 5  | 0 | 1  | 0 | 6  | 0  | 0,00 |
| Sub-20 · Uruguay | 1979          | —  | — | 6  | 2 | 6  | 4 | 12 | 6  | 0,50 |
| Sub-20 · Uruguay | Total         | 0  | 0 | 11 | 2 | 7  | 4 | 18 | 6  | 0,33 |
| Absoluta · Uruguay | 1979          | —  | — | 3  | 1 | —  | — | 3  | 1  | 0.33 |
| Absoluta · Uruguay | 1980          | 10 | 4 | —  | — | —  | — | 10 | 4  | 0,40 |
| Absoluta · Uruguay | 1981          | 3  | 0 | 4  | 1 | —  | — | 7  | 1  | 0.14 |
| Absoluta · Uruguay | 1982          | —  | — | —  | — | —  | — | 0  | 0  | 0,00 |
| Absoluta · Uruguay | 1983          | —  | — | —  | — | —  | — | 0  | 0  | 0,00 |
| Absoluta · Uruguay | 1984          | —  | — | —  | — | —  | — | 0  | 0  | 0,00 |
| Absoluta · Uruguay | 1985          | —  | — | —  | — | —  | — | 0  | 0  | 0,00 |
| Absoluta · Uruguay | 1986          | 2  | 1 | —  | — | 1  | 0 | 3  | 1  | 0.33 |
| Absoluta · Uruguay | 1987          | —  | — | —  | — | —  | — | 0  | 0  | 0,00 |
| Absoluta · Uruguay | 1988          | 2  | 0 | —  | — | —  | — | 2  | 0  | 0,00 |
| Absoluta · Uruguay | 1989          | 3  | 0 | 11 | 1 | —  | — | 14 | 1  | 0.07 |
| Absoluta · Uruguay | 1990          | 3  | 0 | —  | — | 3  | 0 | 6  | 0  | 0,00 |
| Absoluta · Uruguay | Total         | 23 | 5 | 18 | 3 | 4  | 0 | 45 | 8  | 0.18 |
| Total carrera | Total carrera | 23 | 5 | 29 | 5 | 11 | 4 | 63 | 14 | 0.22 |
| (1) Incluye los partidos de la Eurocopa Sub-16 (1992-93); Eurocopa Sub-18 (1996-97); Eurocopa Sub-21 (1998-99); Eurocopa / Clasificatorias Europeas (1998-09). (2) Incluye los partidos de Copa FIFA Confederaciones (2003). |               |    |   |    |   |    |   |    |    |      |

## Palmarés

### Campeonatos regionales
| Título                       | Club                  | Ciudad           | Año  |
| ---------------------------- | --------------------- | ---------------- | ---- |
| Liga de Artigas              | Peñarol de Artigas    | Artigas          | 1975 |
| Liga de Artigas              | Peñarol de Artigas    | Artigas          | 1976 |
| Liga Departamental de Rivera | Frontera Rivera Chico | Rivera           | 1996 |
| Liga Mayor de San José       | Tito Borjas           | San José de Mayo | 2003 |
| Liga Mayor de San José       | Tito Borjas           | San José de Mayo | 2004 |

### Campeonatos estatales
| Título            | Club             | Estado            | Año  |
| ----------------- | ---------------- | ----------------- | ---- |
| Campeonato Gaúcho | SC Internacional | Rio Grande do Sul | 1982 |
| Campeonato Gaúcho | SC Internacional | Rio Grande do Sul | 1983 |
| Campeonato Gaúcho | SC Internacional | Rio Grande do Sul | 1984 |

### Campeonatos nacionales
| Título                    | Club             | País    | Año  |
| ------------------------- | ---------------- | ------- | ---- |
| Liguilla Pre-Libertadores | CA Peñarol       | Uruguay | 1977 |
| Campeonato Uruguayo       | CA Peñarol       | Uruguay | 1978 |
| Liga Mayor                | CA Peñarol       | Uruguay | 1978 |
| Liguilla Pre-Libertadores | CA Peñarol       | Uruguay | 1978 |
| Torneo de la República    | CA Peñarol       | Uruguay | 1979 |
| Campeonato Uruguayo       | CA Peñarol       | Uruguay | 1979 |
| Torneo Colombes           | CA Peñarol       | Uruguay | 1980 |
| Torneo Montevideo         | CA Peñarol       | Uruguay | 1980 |
| Liguilla Pre-Libertadores | CA Peñarol       | Uruguay | 1980 |
| Campeonato Uruguayo       | CA Peñarol       | Uruguay | 1981 |
| Torneio Heleno Nunes      | SC Internacional | Brasil  | 1984 |

### Campeonatos internacionales
| Título                 | Club           | Sede           | Año  |
| ---------------------- | -------------- | -------------- | ---- |
| Sudamericano Sub-20    | Uruguay Sub-20 | Caracas        | 1977 |
| Sudamericano Sub-20    | Uruguay Sub-20 | Montevideo     | 1979 |
| Supercopa Sudamericana | Racing Club    | Belo Horizonte | 1988 |

### Campeonatos amistosos/no oficiales
| Título                             | Club             | Sede        | Año     |
| ---------------------------------- | ---------------- | ----------- | ------- |
| Copa de Oro de Campeones Mundiales | Uruguay          | Montevideo  | 1980/81 |
| Trofeo Joan Gamper                 | SC Internacional | Barcelona   | 1982    |
| Europac Cup                        | SC Internacional | Vancouver   | 1983    |
| Trofeo Internacional Costa del Sol | SC Internacional | Málaga      | 1983    |
| Copa Kirin                         | SC Internacional | Tokio       | 1984    |
| Copa de Oro de los Grandes         | CA Peñarol       | Montevideo  | 1985    |
| Supercopa Interamericana           | Racing Club      | Los Ángeles | 1988    |

### Distinciones individuales
| Distinción | Año  |
| --- | ---- |
| Máximo goleador de Liguilla Pre-Libertadores (3 goles, empatado con Venancio Ramos, Eduardo Acevedo y Ariel Krasouski) | 1980 |
| Mejor futbolista de la Copa de Oro de Campeones Mundiales                                                              | 1981 |
| Once Ideal de la Copa de Oro de Campeones Mundiales de Estadio                                                         | 1981 |
| Máximo goleador del Campeonato Uruguayo (17 goles)                                                                     | 1981 |
| Décimo puesto en Rey de América de El Mundo                                                                            | 1981 |
| Mejor jugador del Trofeo Internacional Costa del Sol                                                                   | 1983 |
| Mejor jugador de la Copa Kirin                                                                                         | 1984 |
| Premio Bola de Prata del equipo ideal de Brasil de Placar                                                              | 1985 |
| Incluido en el Equipo Ideal de América de El País                                                                      | 1987 |
| Premio Olimpia de Plata al Futbolista del año de Argentina                                                             | 1988 |
| Premio Rey de América al Futbolista del año en Sudamérica de El Mundo                                                  | 1988 |
| Premio Rey de América al Futbolista del año en Sudamérica de El País                                                   | 1988 |
| Incluido en el Equipo Ideal de América de El País                                                                      | 1988 |

#### Homenaje por la Supercopa ´88
A 30 años del gran logro de la Supercopa de 1988, se realizó en la cancha de Racing un homenaje a los campeones de dicho título.